# Eduard Mainoni
Eduard Mainoni (ur. 10 lutego 1958 w Salzburgu) – austriacki polityk, samorządowiec i prawnik, członek Rady Federalnej, poseł do Rady Narodowej, sekretarz stanu w rządzie Wolfganga Schüssela.

## Życiorys
Ukończył w 1985 studia prawnicze na Universität Salzburg. Odbył praktykę sądową, po czym od 1986 do 2001 pracował jako dyrektor w przedsiębiorstwie ÖWD świadczącym usługi ochroniarskie. Zaangażował się w działalność polityczną w ramach Wolnościowej Partii Austrii. W latach 1992–1999 był radnym i przewodniczącym partyjnego klubu radnych w Salzburgu. Od 1994 pełnił jednocześnie funkcję wiceprzewodniczącego FPÖ w kraju związkowym Salzburg.
W 1999 zasiadał w Radzie Federalnej. W tym samym roku i w 2002 wybierany do Rady Narodowej XXI i XXII kadencji. Od 2004 do 2007 zajmował stanowisko sekretarza stanu w ministerstwie transportu, innowacji i technologii. W 2005 przeszedł do utworzonego przez Jörga Haidera Sojuszu na rzecz Przyszłości Austrii. W 2007 wycofał się z aktywności politycznej, przechodząc do pracy w sektorze prywatnym. W 2014 bezskutecznie kandydował z ramienia Team Stronach w wyborach lokalnych.